# Buenavista (Mexico)
Buenavista is een stad in de Mexicaanse staat Mexico. Buenavista heeft 198.404 inwoners (census 2005) en is gelegen in de gemeente Tultitlán.